# 選舉肅正
选举肃正（日语:選挙粛正運動，せんきょしゅくせいうんどう），是指从1920年代到1930年代日本制定普通选举法后为了公正大明地实施选举而举行的选举浄化运动。

## 简介
第2次护宪运动结束后，制定了普通选举法。同时，组建政党内閣也惯例化。但是，在选举的同时也逐渐出现收买和贿赂等现象。关心国民选举的後藤新平忧虑着这个问题并准备采取措施防止选举腐败，这就是被称为「选举肃正（或选举革正）」运动。受此影响浜口内閣成立了选举革正审议会，五一五事件后政党内阁被迫结束。
政党内阁结束后，中间内阁时代来临，设立了「革新官僚」。同时还考虑到政党腐败的根源而有必要将政党解散。这与後藤（1929年去世）的理念完全相反，要求政界浄化的国民呼声也越来越大。
后来斎藤内閣修正选举法制，使得违反选举法严惩化。而后岡田内閣在1935年设立道府県知事和选举肃正委员会。还有就是斎藤実前首相推动各种民间团体统一而组成了选举肃正中央联盟。这一连串的行动使得当時的革新官僚得到了大力的支持，而后後藤文夫出任内務大臣，企图通过选举肃正运动来削弱各个政党。